# 세르게이 도블라토프

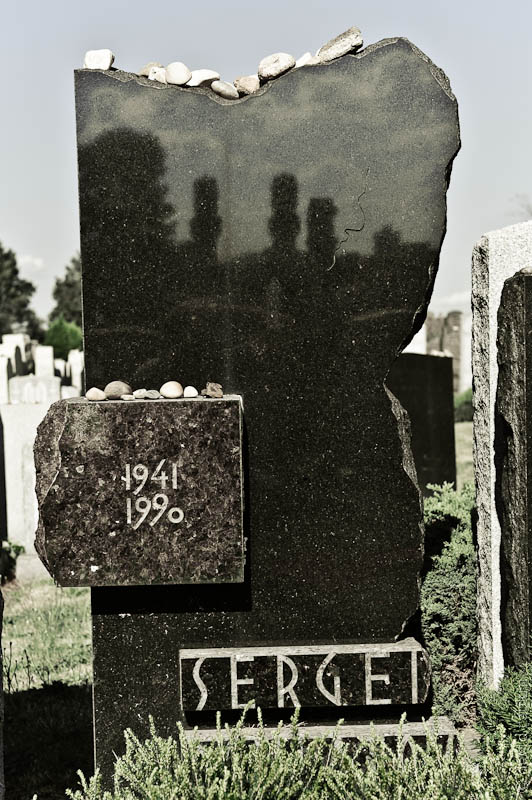

세르게이 도블라토프(러시아어: Серге́й Дона́тович  Довла́тов (Ме́чик), 1941년 9월 3일 ~ 1990년 8월 24일)는 러시아의 작가이다.
세르게이 도블라토프는 러시아 현대 문학을 대표하는 작가로, 예술성과 대중성을 모두 인정받고 있는 보기 드문 작가들 중 한 명이다. ‘소비에트 체호프’라고도 불리는 단편 작가 도블라토프는 특유의 평이하면서도 세련된 문체로 푸시킨의 언어 전통을 계승하고 있다는 평가를 받고 있기도 하다. 소비에트 사회에서 한 편의 출판물도 없었던 ‘작가 아닌 작가’ 도블라토프는 미국으로 이민한 후, 1980년대 초반에 자신의 거의 모든 작품을 세상에 내놓았다. 그 중 열 편의 단편은 권위 있는 ＜뉴요커＞지에도 실렸다. 러시아 작가로 이 잡지에 이름을 올린 경우는 ≪롤리타≫로 유명한 블라디미르 나보코프에 이어 두 번째다. 작가라는 신분으로 고국에 가고 싶어 했던 도블라토프의 생전의 바람은 그의 갑작스러운 죽음으로 무산되었지만, 1993년 그의 첫 번째 전집이 조국인 러시아에서 발간된 이후 현재까지 매년 재발행이 이루어지고 있을 정도로 엄청난 판매 부수를 자랑하고 있다.

## 생애
러시아 현대 문학을 대표하는 작가 중 한 명이다. 작가의 아버지 도나트 메치크(Д. Мечик)는 유대계 연극 감독으로, 블라디보스토크에서 태어나 레닌그라드에서 활동했다. 어머니 노라 도블라토바(Н. Довлатова)는 아르메니아계 연극 배우로, 그루지야의 수도 트빌리시에서 태어나 역시 레닌그라드의 대학에서 연극을 공부한 뒤 메치크와 결혼했다. 제2차 세계대전 동안 히틀러의 레닌그라드 봉쇄령으로 메치크 부부는 피난을 떠나야 했고, 피난지 우파(Уфа)에서 세르게이를 낳아 3년을 보낸 뒤, 다시 레닌그라드로 돌아온다. 1949년 부부는 이혼하고, 어린 세르게이는 다세대 공동주택에서 어머니와 단둘이 살게 되는데, 이들의 동거는 작가가 세상을 떠날 때까지 계속되었다. 어머니에 대한 도블라토프의 각별함은 그가 아버지의 성이 아닌 어머니의 성이자, 아르메니아의 뿌리 깊은 성인 ‘도블라탼(Довлатян)’을 물려받았다는 것에서 알 수 있다(‘도블라토프’는 러시아식 발음을 따른 것이다). 생계를 위해 배우 일을 그만두고 교정 일을 시작한 노라는 타고난 언어 감각으로 어린 아들에게 언어를 바르게 사용하도록 가르쳤고, 이는 세련된 언어를 구사하는 도블라토프의 작품 세계에 지대한 영향을 끼친다. 1958년 레닌대학교(현 상트페테르부르크국립대) 핀란드어과에 입학한 도블라토프는 첫사랑 아샤 페쿠롭스카야(А. Пекуровская)를 만나 사랑에 빠져 3학년 때 그녀와 결혼했지만, 결혼과 동시에 이혼하고, 대학에서도 퇴학당한다. 그리고 곧바로 군대에 들어간다.
≪수용소(Зона)≫는 도블라토프가 수용소 간수로 군 생활을 하면서 경험하고 느낀 것들을 쓴 단편집이다. 아직 미래에 대해 결정하지 못하고 있던 젊은이에게 인간 이하의 경험을 했던 수용소에서의 군 생활 3년은 새로운 전환점이 되었다. 그로 하여금 작가가 되겠다는 결정을 내리게 한 것이다. 제대 후 잡지사 등에서 일하면서 본격적으로 글을 쓰기 시작한 도블라토프는 자신의 원고를 들고 출판사를 찾아다닌다. 하지만 원고에 대한 긍정적인 반응에도 출판은 번번이 미뤄진다. 계속해서 출판이 거절되자 작가는 침체 속에서 더 많은 술을 마신다. 그러면서도 도블라토프는 펜을 꺾지 않고 계속 창작에 몰두한다.
1970년대 초 ‘제3의 물결’이라고 하는 이민 붐이 절정에 도달한다. 글을 쓰고, 한편으로는 술 마시는 것으로 쓰린 속을 달래던 도블라토프는 이민을 가는 대신 당시 소련에서 가장 유럽적인 도시였던 에스토니아 소비에트 사회주의 공화국의 수도 탈린으로 간다. 이때를 배경으로 쓴 작품이 ≪화해(Компромисс)≫다. 1972년부터 1975년까지 2년 반 동안 에스토니아의 수도에 머물던 도블라토프는 잡지사에서 일하면서, 출판의 기회를 노린다. 그러나 첫 작품이 나오기 전날 갑작스러운 KGB의 가택수색으로 출판은 물거품이 되고, 도블라토프는 빈손으로 레닌그라드로 돌아온다.
계속되는 괴롭고 우울한 날들 속에서 도블라토프는 생계를 위해 1976년과 1977년 여름 푸시킨 보존지구에서 가이드로 일한다. 이에 대한 이야기가 ≪보존지구(Заповéдник)≫에 잘 나타나 있다.
1977년 서구에서 도블라토프의 책과 단편들이 연이어 출판되면서 작가는 정부의 감시망에 놓이고 이민을 종용받기에 이른다. 그렇게 1978년 먼저 떠난 두 번째 아내 레나와 딸 카탸를 뒤따라 그는 어머니 노라와 애견 글라샤와 함께 미국으로 이민을 간다. 고국의 체취가 배어 있는 물건들을 담아 온 ≪여행가방(Чемодан)≫에는 도블라토프의 심경이 잘 녹아 있다.
미국의 뉴욕에 정착한 도블라토프는 그동안의 한을 풀어내듯이 작품들을 내놓기 시작한다. 미국 생활에 대한 이야기는 ≪지점≫에 집약되어 있다. 그는 작가로서의 명성을 쌓아가던 중 50세 생일을 며칠 앞두고 갑작스러운 심근경색으로 사망한다.
한 작품과 도블라토프의 생애 한 부분을 정확하게 일대일 대응시킬 수는 없지만, 도블라토프가 쓴 많은 단편들은 그의 삶의 일부분이었다. 결국 그는 평생 한 권의 큰 책을 썼던 것이다.

## 저서
- 우리들의